# Liste der Monuments historiques in Steene
Die Liste der Monuments historiques in Steene führt die Monuments historiques in der französischen Gemeinde Steene auf.

## Liste der Bauwerke
| Bezeichnung         | Beschreibung                  | Standort | Kennzeichnung | Schutzstatus | Datum | Bild |
| ------------------- | ----------------------------- | -------- | ------------- | ------------ | ----- | ---- |
| Schloss Steenbourg  | Erbaut ab dem 16. Jahrhundert | (Lage)   | PA00107826    | Classé       | 1983  |      |
| Kirche Saint-Martin |                               | (Lage)   | PA00107827    | Inscrit      | 1947  |      |

## Liste der Objekte
- Monuments historiques (Objekte) in Steene in der Base Palissy des französischen Kultusministeriums